# نیدرموشل
نیدرموشل (به آلمانی: Niedermoschel) یک شهر در آلمان است که در دنرسبرگکرایس واقع شده‌است. نیدرموشل ۵۴۵ نفر جمعیت دارد.